# Quiterie
- Pour l'ensemble des articles sur les personnes portant ce prénom, consulter :
  - la liste des articles dont le titre commence par ce prénom
  - les listes produites par Wikidata : Liste des personnes de prénom « Quiterie » — même liste en incluant les éventuels prénoms composés qui contiennent « Quiterie ».

 (mai 2021).
Quiterie ou Quitterie est un prénom féminin. Les Quitterie sont fêtées le 22 mai le jour de la Sainte-Quitterie, sainte patronne de la Gascogne, vénérée dans le sud des Landes, dans le Gers et dans les Pyrénées-Atlantiques. C'est un prénom français gascon, parfois également orthographié Quiterie en français. Ses principales équivalences sont Quitéria en portugais et Quiteria en espagnol, bien que d'autres variations puissent apparaître selon les langues régionales.

## Origine et signification
Le prénom Quitterie ou Quiterie est probablement formé par altération de Guiterie, qui provient d'un nom de personne d'origine germanique construit à partir de wido, bois. 
On a avancé une transcription latine francisée du grec Kythéria (Κυθέρεια), un des noms d'Aphrodite, déesse de l'amour et de la beauté. Homère dans l'Odyssée, Hésiode dans sa Théogonie, et bien d'autres poètes de l'antiquité la nomment ainsi car la déesse avait d’après eux jaillit des eaux de l’île ionienne de Cythère (Kythira), en Grèce. Mais les formes latines du prénom Guiterius, Guiteria contredisent cette hypothèse.
L'hypothèse grecque du prénom expliquerait la représentation courante de Sainte Quitterie émergeant des flots.
Le prénom est parfois rapproché, très certainement à tort, du latin quietus (calme, tranquille) : rien ne semble venir appuyer cette hypothèse.

## Histoire du prénom
Le prénom se répand simultanément à la naissance du culte important de Sainte-Quitterie en Gascogne, Galice, et Lusitanie, qui la font naître dans l’une de ces trois contrées selon la légende locale. Ainsi, Sainte-Quitterie est vénérée aussi bien en France qu’en Espagne (Santa Quiteria) ou au Portugal (Santa Quitéria), et le prénom, bien que confidentiel, demeure présent dans ces pays depuis le IIe siècle au moins, mais également plus récemment au Brésil où le culte de Sainte-Quitterie s’est exporté depuis le Portugal. De nombreux villages, rues, chapelles ou églises dans ces pays portent son nom.
La légende selon laquelle Sainte-Quitterie serait la fille du roi de Galice et de Lusitanie née à Braga au Portugal ou à Baiona en Espagne et décédée à Aire-sur-Adour dans les Landes de Gascogne étant généralement plus admise car plus ancienne, il est probable que le prénom soit d’abord apparu sous la forme de Quitéria (transcription directe du grec Kythéria) au Portugal et Quiteria en Espagne pour finalement devenir Quitterie en France.

## Un prénom rare
Ce prénom existe sous l'Ancien Régime mais est très rare et régional (Gascogne). 
À l'échelle nationale, il demeure peu donné : il est apparu à la fin du XXe siècle (1 seule Quitterie est née en France entre 1900 et 1950). Depuis l'an 1900, 1644 petites filles ont été prénommées Quitterie, avec un pic de 56 naissances en 2010, et 345 ont été prénommées Quiterie, orthographe plus rare, avec un pic de 18 naissances en 1985.
Son usage à l'échelle nationale est marquée socialement (mode relative dans les milieux bourgeois des années 2000).

## Dans la culture populaire
- Quitterie est l'héroïne du grand ballet classique russe Don Quichotte, du maître de ballet et chorégraphe français Marius Petipa. Le nom de Quitterie y est, depuis la version de Rudolf Noureev, souvent orthographié Kitri (transcription phonétique russe). Le ballet, mis en musique par Léon Minkus et présenté pour la première fois au Bolchoï de Moscou en 1869, mêle, à l'instar du roman qui l'inspira, l'histoire d'amour de Quitterie et Basile à l'épopée du héros de Cervantes.
- Plusieurs danseuses de l'Opéra de Paris ont été nommées étoiles à l'issue de la représentation de Don Quichotte à la faveur de leur performance dans le rôle de Quitterie: Aurélie Dupont (1998), Laetitia Pujol (2002), Marie-Claude Pietragalla (1990), Monique Loudières (1982) et Valentine Colasante (2018).
- Quitterie est un des personnages principaux de l'Histoire du berger amoureux, aventure du tome II de Don Quichotte, de Cervantes. Décrite comme "la plus belle femme qu'il eût vue après Dulcinée" par celui-ci et "la plus belle de la terre" par les villageois, elle est promise à Gamache, l'homme le plus riche du pays. Quitterie est cependant amoureuse du jeune Basile, qui n'a pas reçu l'approbation du père de celle-ci. Don Quichotte, arrivé au moment des noces de Gamache et Quitterie, va tenter de réunir les amoureux.
- Le roman de Cervantes inspira de nombreuses autres adaptations des amours de Quitterie et Basile: Basile et Quitterie, tragi-comédie française de Christophe Gaultier, en 1713, Les Noces de Gamache, ballet-pantomime de Louis-Jacques Milon, en 1801, Les Noces de Gamache, opéra-comique d'Eugène de Planard et Nicolas-Charles Bochsa, en 1815, ou encore Don Quichotte aux noces de Gamache, opéra-comique de Thomas Sauvage et Jean-Henri Dupin, en 1825, pour n'en citer que quelques-unes.
- Quitterie est une des trois héroïnes, aux côtés d'Apolline et Louise, de La Promesse de la Tortue, une série de bandes dessinées de piraterie de Stéphane Piatzszek.
- Quitterie Raffaëlli est l'une des héroïnes du manga de science-fiction de Kenta Shinohara: Astra - Lost in Space, gagnant à sa sortie du grand prix du manga au Japon, ainsi que de l'anime qui en fut adapté.

## Quitterie notables
- Quitterie de Pelleport, directrice juridique du groupe Renault[13];
- Quitterie de Villepin, femme politique française, nièce de l'ancien Premier Ministre français Dominique de Villepin[14], candidate aux élections législatives françaises de 2022 dans la deuxième circonscription de Paris (5ème, une partie du 6ème et une partie du 7ème arrondissement de Paris) ;
- Quitterie Lemasson, conseillère presse nationale du Président de la République Emmanuel Macron.